# Евишовка
Евишовка (чеш. Jevišovka) — река в Центральной Европе, протекает по территории краёв Высочина и Южноморавского в Чехии. Левый приток реки Дие. Длина реки — 81 км. Площадь водосборного бассейна — 787 км².

## Описание

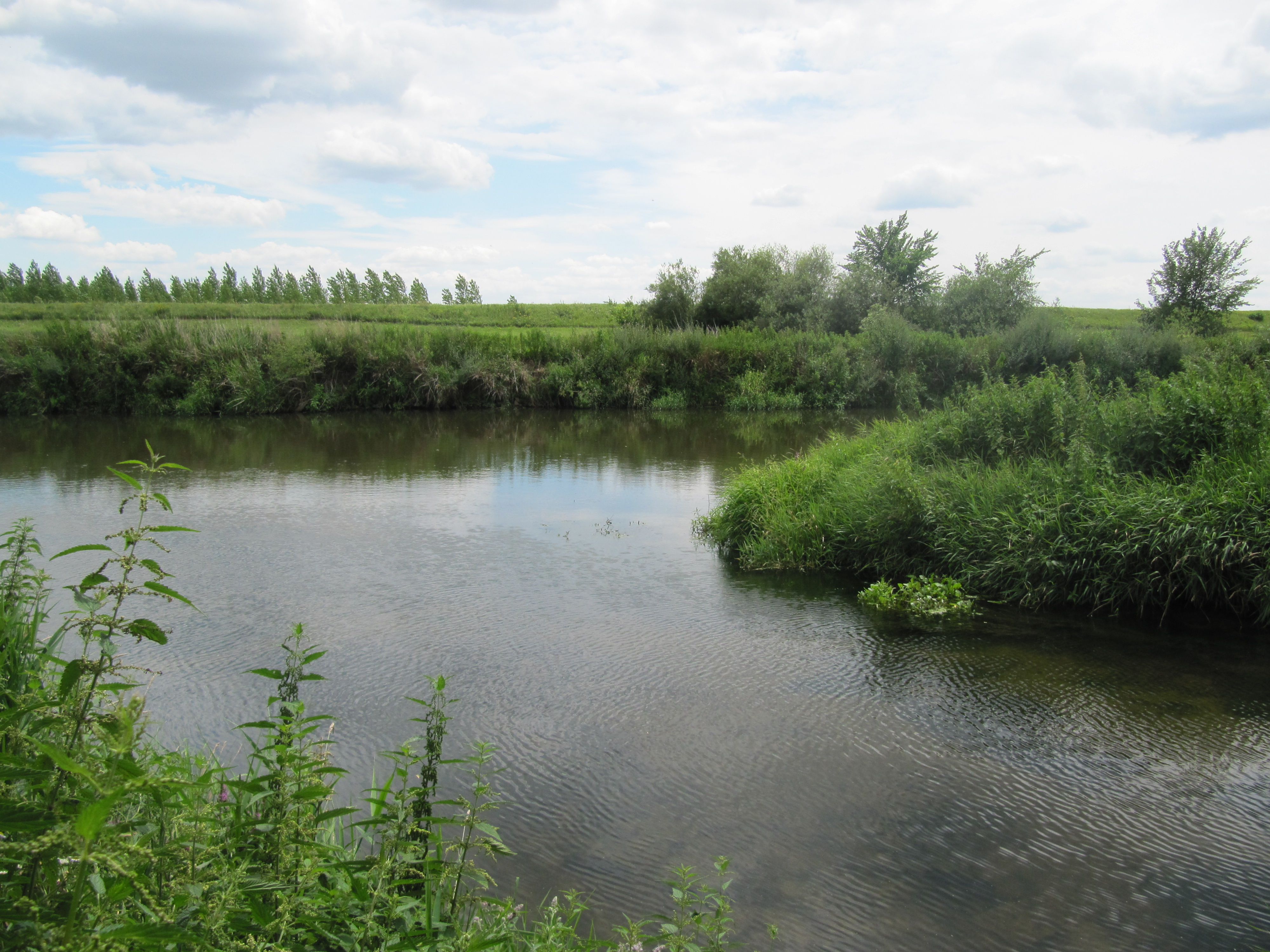
Место впадения Евишовки в Дие

Начинается на высоте 560 метров над уровнем моря на Чешско-Моравской возвышенности между городами Будков и Моравско-Будеёвице. Течёт в общем юго-восточном направлении. На части своего течения канализирована. Впадает в неё в населённом пункте Евишовка на высоте 172 метра над уровнем моря. Среднегодовой расход воды в устье — 1,1 м³/с.
Средний уклон реки — 4,71 м/км. Густота речной сети в бассейне реки — 0,65 км/км².

## Притоки
Основные притоки — реки Скаличка, Кршепичка и Недвека (все — левые).

## Природа
В реке отмечено обитание 24 видов пресноводных моллюсков.
В долине реки были проведены палеоботанические исследования. При изучении грунта из скважины глубиной 265 сантиметров было выделено три слоя. Наличие остатков деревьев в нижнем (265—205 см) и верхнем (125-50 см, его основание датируется XVIII—XIX веками) свидетельствует о существовании в эти периоды лесов из ольхи, ивы и бузины. В срединный период преобладали рудеральные и водно-болотные ландшафты.
На береговых террасах реки обнаруживаются молдавиты.

## История
На левом берегу Евишовки, на высоте 360 метров над уровнем моря, расположено энеолитическое селение Стары-Замек. Его размеры составляют 100 на 30 метров.